# Лукас Кранах Молодший
Лукас Кранах Молодший (нім. Lucas Cranach der Jüngere; 4 жовтня 1515 — 25 січня 1586) — німецький художник періоду Північного Відродження.

## Життєпис
Другий син художника Лукаса Кранаха Старшого і Барбари Бренгебір. Народився 1515 року у Віттенберзі. Вчився малюванню разом зі старшим братом Гансом у батька. Потім працював в родинній, виконуючи переважно зображення одягу або аксесуарів, займався створенням численних повторень творів батька. Став спадкоємцем останнього після раптової смерті брата 1537 року.
1541 року втратив матір. Того ж року одружився з Барбарою, представницею впливового бюргерського роду Брюк. З кінця 1540-х років фактично очолив майстерню Кранахів. Водночас став брати активну участь у міському життя Віттенберга. 1549 року обирається членом міської ради (ратманом).
1550 року помирає дружина. 1551 року одружився вдруге з Магдаленою Шурф. 1552 року знову стає членом міської ради Віттенберга. У січні 1553 року, рятуючись від чуми, епідемія якої лютувала в Віттенберзі, на кілька років переселився з родиною до Веймара. У жовтні того ж року після смерті Лукаса Кранаха Старшого, Лукас Молодший офіційно став власником майстерні у Віттенберзі. У 1555, 1558, 1561, 1564 роках обирається радником магістрату.
Не перериваючи відносин з Йоганном Фрідріхом Скаксонським та його синами, також виконував замовлення нового саксонського курфюрства Моріца. 1554 року призначається тимчасовим керуючим скарбницею в Віттенберзі.
Поступово зумів відновити статус майстерні, отримував численні замовлення магістрату, церков, бюргерів і знаті. У 1566—1567 роках обирається бургомістром Віттенберга. 1568 року поступив до Віттенберзького університету.
Помер 1586 року. Його справу перейняв син Августин Кранах.

## Творчість
Переважно малював портрети (переважно правителів Саксонії і Бранденбургу, а також членів їх родин) та сцени з міфології та Біблії з численними фігурами. Його роботи більш яскраві на відміну від батьківських, з застосуванням більших відтінків. У нього Діва Марія глядить не цнотливо до землі, а прямо в очі глядачеві.
Нещодавнім відкриттям стала серія графічних робіт, портрети з якої раніше приписувалися Лукасу Кранаху Старшому. Дослідження 2010-х років довели авторство Лукаса Молодшого.

### Відомі твори
- Геракл і Омфала, 1535 рік
- Портрет жінки, 1539 рік
- Спалювання відьом у Віттенберзі, 1540 рік
- Придворне полювання на рибу і ведмедів, 1540 рік
- Мартін Лютер та реформатори Віттенбергу
- Агнес фон Гайн, 1543
- Полювання на оленів, свиней та лисиць, 1544 рік
- Портрет чоловіка, 1545
- Портрет 28-річного чоловіка, 1546 рік
- Лукас Кранах Старший, 1550 рік
- Геракл виганяє пігмеїв, 1551 рік
- Христос на Хресті, 1555 рік
- Алегорія викупу, 1555 рік
- Воскресіння Христове, 1557 рік
- Пробудження Лазаря, 1558рік
- Філіпп Меланхтон, 1559 рік
- Хрещення Ісуса, 1560 рік
- Ісус у Гетсиманському саду, 1561 рік
- Йоахім Ернст Ангальтський, 1563 рік
- Портрет видатної дами, 1564 рік
- Принцеса Елизавета Саксонська, 1564 рік
- Курфюрстина Анна Саксонська, 1564 рік
- Георг Фрідріх Бранденбург-Ансбах-Байройтський, 1564 рік
- Курфюрст Саксонії Август, 1565 рік
- Розп'яття Христа, 1565 рік
- Таємна вечеря, 1565 рік
- Портрет 32-річної жінки, 1566 рік
- Христос на Хресті, 1567 рік
- Виноградник Господній, 1569 рік
- Курфюрст Йоахім II Бранденбурзький, бл. 1570 року
- Маркграф Георг фон Бранденбург-Ансбаха, 1571 рік
- Добрий пастир, епітафія подружжя Драхстедтт у міській церкві Віттенберга, 1573
- Христос на Оливній горі, 1575 рік
- Курфюрст Йоганн Фрідріх, 1578 рік
- Маргарита Елизавета Ансбах-Байройтська, 1579 рік
- Воскресіння Христове, 1580 рік
- Еріх Волкмар фон Берлепш, 1580 рік
- Ганс фон Ліндау, 1581 рік
- Виноградний вівтар у Зальцведелі, 1582 рік
- Розп'яття Христа з вівтаря в Нюрнберзі, 1584 року

## Пам'ять
2014 року з нагоди 500-річчя від дня народження Лукаса Кранаха Молодшого міста Віттенберг і Кронах заснували нову міжнародну мистецьку премію — «Cranach 2.0».
2015 року відбулася велика виставка «Лукас Кранах молодший 2015».

## Родина
1. Дружина — Барбара, донька Грегора Брюка, радника курфюрста Саксонії.
Діти:
- Лукас (1541—1612), адміністратор школи Св. Афра в Мейсені
- Барбара (д/н—1601), дружина лікаря Йоганна Германна
- Йоган (д/н—1548),
- Крістіан (д/н—1556)

2. Дружина — Магдалена, донька Августина Шурфа, професора медицини.
Діти:
- Магдалена (д/н—1554)
- Августин (1554—1595), художник, міський суддя та скарбник
- Агнеса (д/н—1560)
- Крістоф (* бл. 1557—1596)
- Єлизавета (1561—1645), дружина Полікарпа Лейсера Старшого